# つるぎ町立八千代中学校

つるぎ町立八千代中学校（つるぎちょうりつ やちよちゅうがっこう）は、徳島県美馬郡つるぎ町半田字日開野にある公立中学校。
生徒数の減少などの理由で2005年3月31日をもって休校し、同年4月1日につるぎ町立半田中学校に統合した。

## 概要
- 吉野川支流半田川をさかのぼること7km程の所に学校跡がある。
- 現在、3階建ての新校舎が残っている。

## 基礎データ
全校生徒数
- 約200人（1979年度（昭和54年度）当時）[1]

全卒業生数　
- ？人

最寄駅
- JR徳島線阿波半田駅

最寄バス停

## 沿革
- 1947年（昭和22年）4月1日 - 八千代中学校を創立。
- 2005年（平成17年）
  - 3月1日 - 町村合併により、一宇村・半田町・貞光町と合併し、つるぎ町となり、つるぎ町立八千代中学校と改称。
  - 3月31日 - 児童数の減少により休校となる。[1]
  - 4月1日 - つるぎ町立半田中学校に併合された。

## 校歌
- 作詞:
- 作曲:

## 部活動
- 相撲部[1]

## 関連学校
- つるぎ町立八千代小学校
- つるぎ町立半田小学校
- つるぎ町立半田中学校